# Bulbostylis bozumensis
Bulbostylis bozumensis är en halvgräsart som beskrevs av Henri Chermezon. Bulbostylis bozumensis ingår i släktet Bulbostylis och familjen halvgräs. Inga underarter finns listade i Catalogue of Life.